# 穿透之箭行动
穿透之箭行动（英語：Operation Pierce Arrow）是指1964年8月5日，越南战争初期时美国对北越的一次轰炸行动。
事件起因为美国海军驱逐舰马多克斯号（DD-731）和特纳 · 乔伊号(DD-951)在北部湾国际水域收集电子情报时与北越军舰发生交火，并造成舰体轻微损伤。美国总统就北部湾事件立即作出回应，林登·约翰逊下令于1964年8月5日展开“穿透之箭”行动。

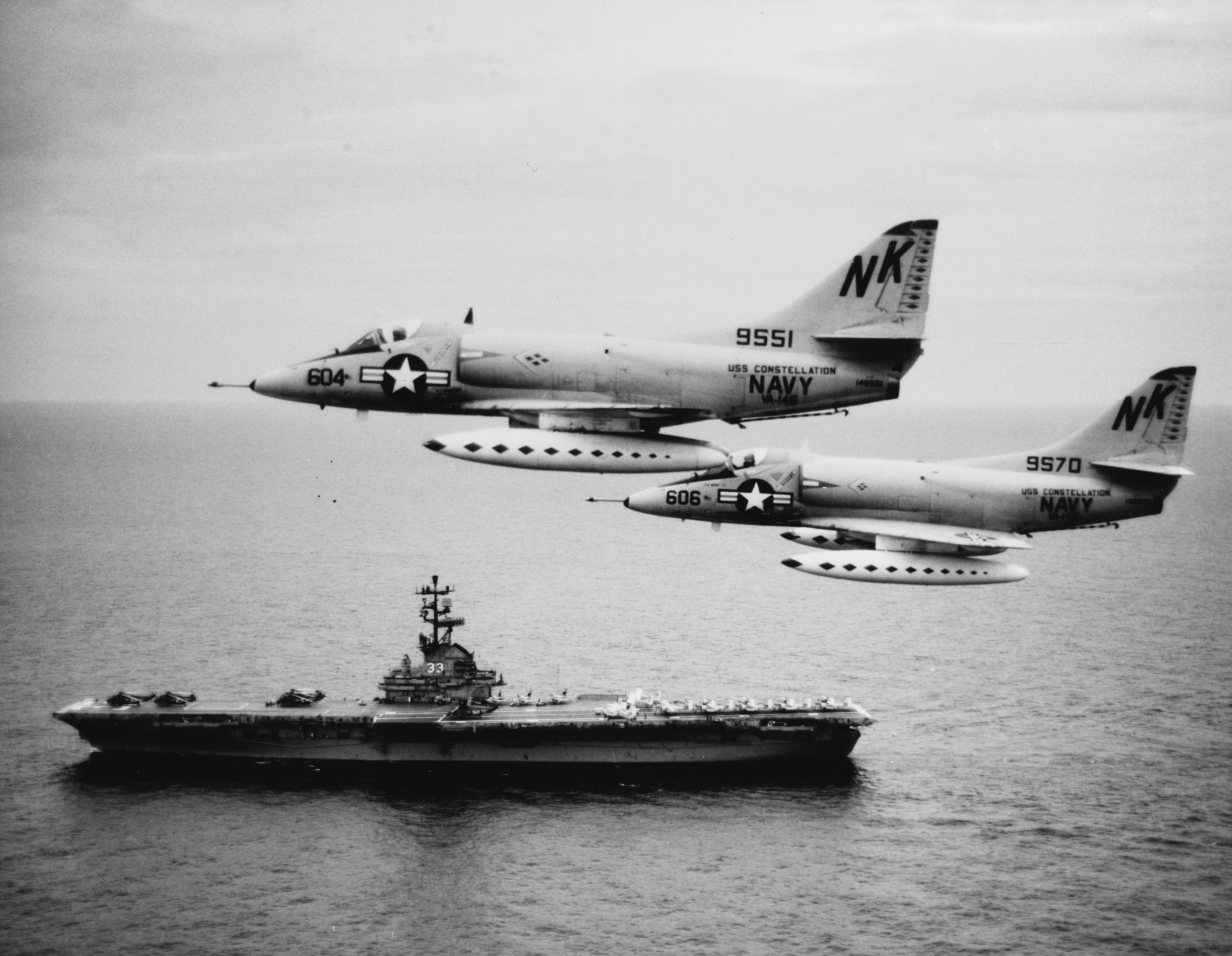
1964年8月12日，“穿透之箭”行动一周后，VFA-146战斗机中队的A-4C攻击机飞越南中国海上的星座号航空母舰。

这次行动中，分别从提康德罗加号航空母舰（CV-14）和星座号航空母舰（CV-64）出动64架次战机对北越进行攻击，造成下龙、高禄、大叻和福来地区的鱼雷艇基地及荣市的储油库损毁。美国在北越的防空火力中损失了两架飞机，造成飞行员理查德 · 萨瑟中尉（Richard Sather）死亡。  而另一名A-4天鹰战机飞行员中尉埃弗里特 · 阿尔瓦雷斯(Everett Alvarez jr)被俘，他成为越南战争中第一个美国海军战俘。
据飞行员估计，这次空袭摧毁了北越10%的石油储备，同时还摧毁重创了29艘P-4鱼雷艇及炮艇。
这是美国在北越和东南亚空中行动的开端，目的是试图摧毁北越为开展南方游击战所需的基础设施、战争物资和军事力量。 随着“穿透之箭”行动不断扩大，到战争结束时，美国在越战期间的轰炸总和是战争历史上时间最长、最猛烈的一次。 越南战争期间，美国在东南亚投下了766.2万吨炸弹，几乎是美国在二战期间投下的215万吨炸弹的四倍。